# Abbotsbury
Abbotsbury est un village et une paroisse civile du Dorset, en Angleterre. Il est situé dans le sud-ouest du comté, sur le littoral de la Manche. Il abrite notamment un sanctuaire (en) de cygnes tuberculés, un jardin botanique (en) accueillant des plantes subtropicales et les ruines d'une abbaye bénédictine (en). Il comprend également une partie de la plage de galets de Chesil Beach (en).

## Toponymie
Le toponyme Abbotsbury provient du vieil anglais et désigne une place forte (burh) appartenant à un abbé (abbod). Il est attesté sous la forme Abbedesburie en 946. Dans le Domesday Book, compilé en 1086, le village s'appelle Abedesberie.

## Géographie
Abbotsbury est un village de l'Angleterre du Sud-Ouest qui se situe dans le sud-ouest du comté du Dorset. Il se trouve près de la Côte jurassique, une section du littoral de la Manche inscrite depuis 2001 au Patrimoine mondial de l'UNESCO. Les grandes villes les plus proches sont Weymouth au sud-est et Dorchester au nord-est, toutes deux distantes d'une quinzaine de kilomètres.
Abbotsbury un village-rue dont le cœur historique se compose d'anciennes maisons en pierre le long de la route B3157 qui relie Bridport à l'ouest à Chickerell, dans la banlieue de Weymouth, à l'est. Il est entièrement entouré de collines, sauf du côté oriental.

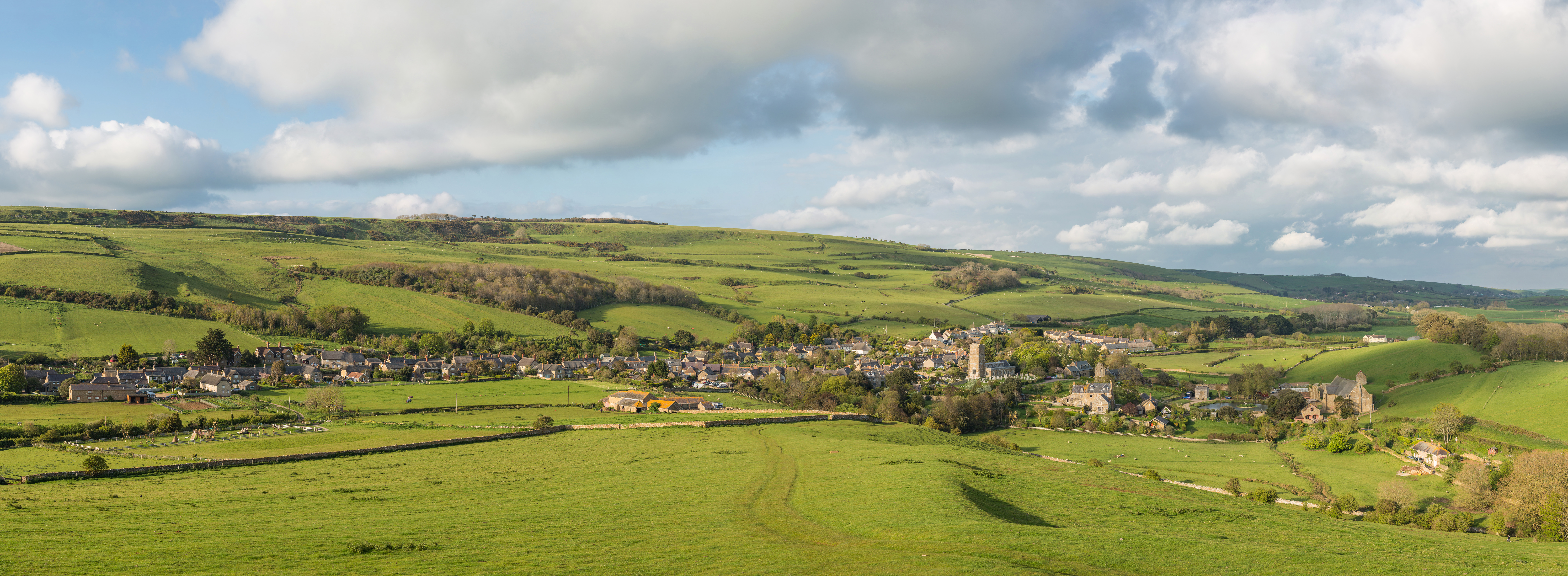
Panorama du village.

## Histoire

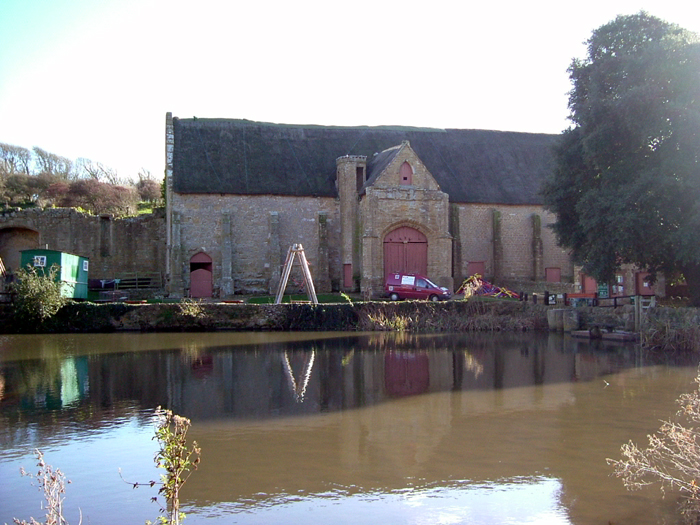
La grange de l'.

À quelques kilomètres au nord-ouest du village se trouve une colline calcaire dont le sommet abrite les ruines d'Abbotsbury Castle (en), une colline fortifiée de l'âge du fer.
La première mention écrite d'Abbotsbury figure dans une charte du roi anglais Edmond Ier qui, en 946, accorde au thegn Sigewulf un terrain de 5 hides situé à Abbedesburi.
L'abbaye d'Abbotsbury (en) est fondée en 1044 par Orc, un thegn du roi Knut le Grand. Elle est détruite après la dissolution des monastères, au XVIe siècle. Le seul bâtiment subsistant est une grange. Le domaine de l'abbaye devient la propriété de la famille Strangways, dont descendent les comtes d'Ilchester (en) de la famille Fox-Strangways.

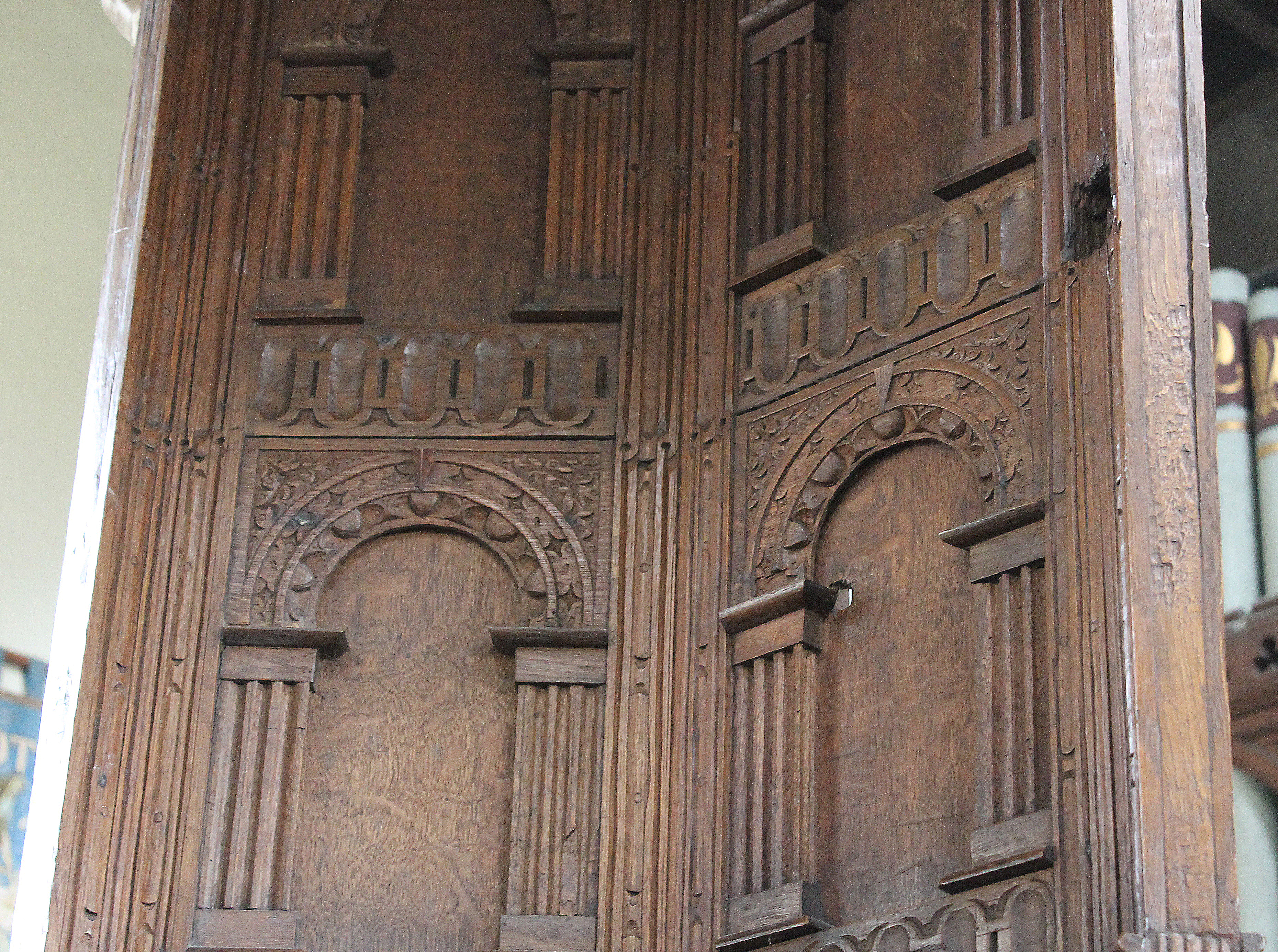
La chaire de l'église abîmée en 1644.

En 1644, lors de la guerre civile anglaise, le village est le théâtre d'un affrontement entre Cavaliers et Têtes-Rondes. Les royalistes sont assiégés dans l'église Saint-Nicolas, ce dont témoignent deux impacts de balle dans la chaire de l'église. Le manoir de la famille Strangways est pris d'assaut et incendié par les troupes parlementaires d'Anthony Ashley-Cooper et William Sydenham (en). Les anciens registres de l'abbaye d'Abbotsbury sont détruits par les flammes.
Durant la Seconde Guerre mondiale, le front de mer est fortifié dans le cadre de l'organisation défensive du Royaume-Uni contre un éventuel débarquement allemand. Le Fleet Lagoon sert de terrain d'entraînement pour les automitrailleuses et des bombes rebondissantes prévues pour l'Opération Chastise y sont testées.

## Démographie
Au recensement de 2011, la paroisse civile d'Abbotsbury comptait 481 habitants.
| Année      | 1801 | 1811 | 1821 | 1831 | 1841  | 1851  | 1881 | 1891 | 1901 | 1911 | 1921 | 1931 | 1951 | 1961 | 1971 | 1981 | 1991 | 2001 | 2011 |
| ---------- | ---- | ---- | ---- | ---- | ----- | ----- | ---- | ---- | ---- | ---- | ---- | ---- | ---- | ---- | ---- | ---- | ---- | ---- | ---- |
| Population | 788  | 812  | 907  | 874  | 1 005 | 1 077 | 979  | 903  | 679  | 664  | 627  | 552  | 532  | 470  | 430  | 390  | 410  | 500  | 481  |

## Patrimoine

### Lieux et monuments
L'église paroissiale d'Abbotsbury est dédiée à saint Nicolas. Elle date du XIVe siècle, mais a été plusieurs fois réparée ou modifiée au fil des siècles. La tour renferme trois cloches posées en 1773 et réalisé par Thomas Castleman Bilbie. L'église constitue un monument classé de Grade I depuis 1956.
Le sanctuaire de cygnes d'Abbotsbury (en) constitue une réserve naturelle sur un ancien étang créé par des moines pour y élever des cygnes pour leur viande. Ce site s'est fait connaître en janvier 2005 par la découverte de plusieurs cas de cygnes morts du virus H5N1 de la grippe aviaire.
Le jardin botanique d'Abbotsbury (en) est fondé à la fin du XVIIIe siècle par la famille des comtes d'Ilchester. Le comte William Fox-Strangways (1795-1865) y introduit des plantes subtropicales en profitant du microclimat chaud qui y règne. C'est un monument classé de Grade I depuis 1986.
Sur une colline au-dessus d'Abbotsbury, d'environ 80 mètres de hauteur, se dresse la chapelle Sainte-Catherine (en), petite chapelle construite entièrement en pierre. Construit au XIVe siècle, ce bâtiment domine la Manche et pourrait avoir servi de point de repère aux marins pour signaler l'approche de l'île de Portland. C'est un monument classé de Grade I depuis 1956.

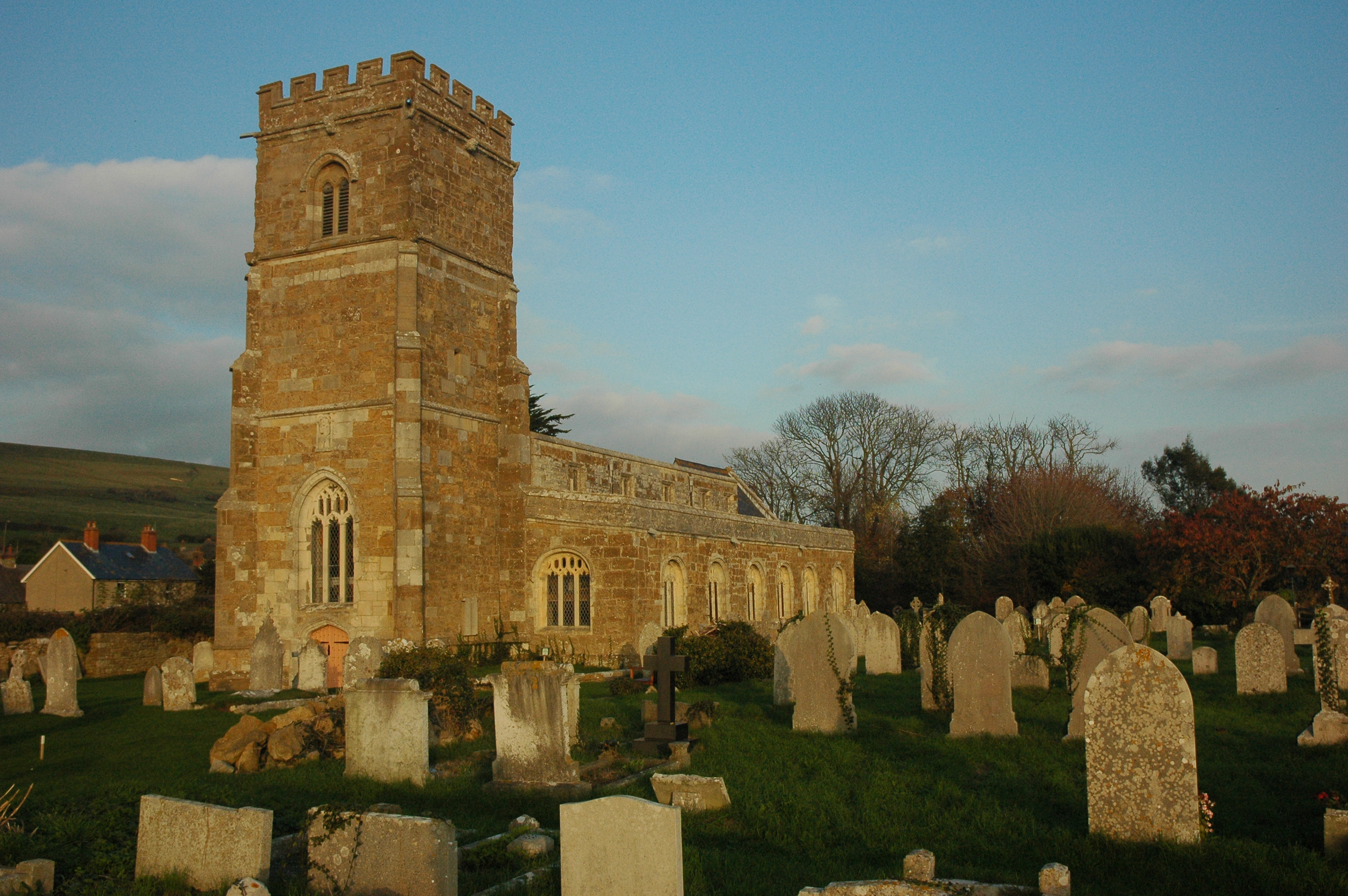
L'église paroissiale Saint-Nicolas.
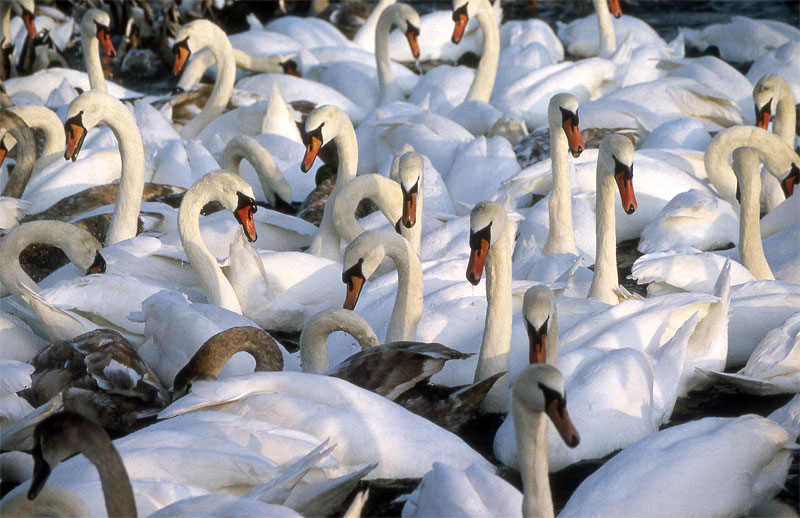
Le sanctuaire de cygnes.
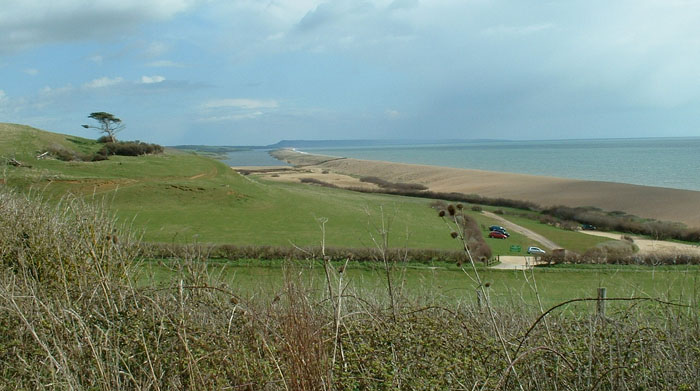
La plage de Chesil Beach (en).
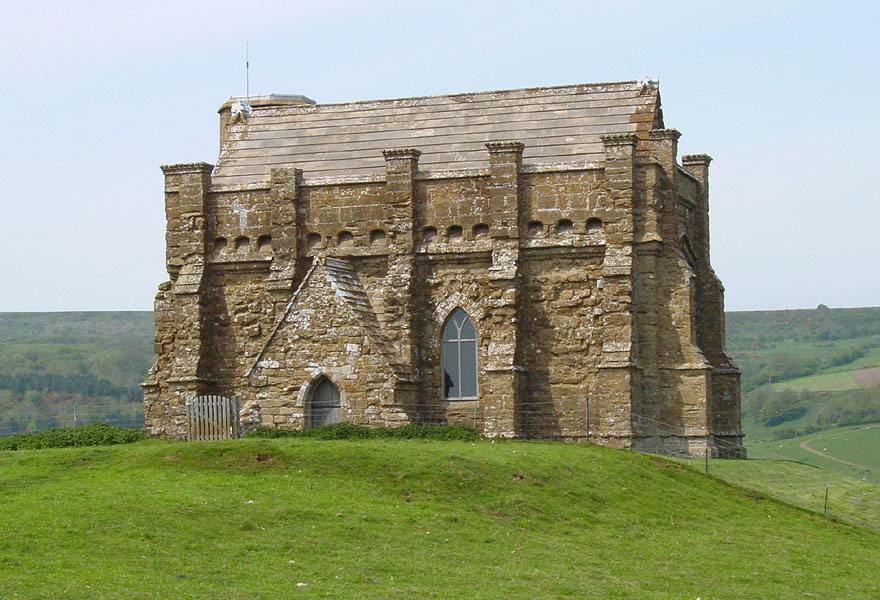
La chapelle Sainte-Catherine.

### Personnalités liées
- L'industriel écossais David Milne-Watson (en) (1869-1945) est mort à Abbotsbury[11].
- Le journaliste H. M. Tomlinson (en) (1873-1958) est enterré dans le cimetière d'Abbotsbury[12].
- L'écrivain John Middleton Murry, Jr. (1926-2002), plus connu sous ses noms de plume Colin Murry et Richard Cowper, est né à Abbotsbury[13].
- Le scientifique James Lovelock (1919-2022) est mort à Abbotsbury.